# Алпско скијање на Зимским олимпијским играма 2006 — комбинација за жене
Такмичење у комбинацији за жене на Олимпијским играма 2006. било је последње у овој дисциплини на Олимпијским играма, јер ће је од следећих Игара 2010. у Ванкуверу, заменити дисциплина суперкомбинација. Разлика је у томе што ће се такмичење у обе дисциплине комбинације одржавати истог дана, са само једном трком у спусту, уместо садашње две.
Планирано да се спуст за комбинацију одржи 17. фебруара, али је одложено због јаког ветра, па је слалом одржан 17. фебруара а спуст дан касније у суботу 18. фебруара. Такмичење је одржано на стазама „Кандахар Банчета“ (спуст) и „Ђовани А. Ањели“ (слалом)
Пре такмичења највећи фаворит је била Јаница Костелић светска првакиња из Бормија 2005., олимпијска победница из Солт Лејк Ситија 2002., победница у комбинацији Светског купа 2004/05. и водећа у текућој сезони Светског купа 2005/06..
Учествовало је 45 скијашица из 20 земаља учесница. Максимални број од 4 учеснице имале су: Аустрија, Словачка, Шведска и САД. Стартовале су 43 скијашице, од којих је 30 завршило трке.

## Земље учеснице
| - Аргентина (3) - Аустрија (4) - Канада (3) - Чиле (1) - Хрватска (2) - Чешка (3) - Француска (2) | - Немачка (2) - Уједињено Краљевство (1) - Исланд (1) - Италија (3) - Либан (1) - Монако (1) - Србија и Црна Гора (1) | - Словачка (4) - Словенија (2) - Шпанија (2) - Шведска (4) - Швајцарска (1) - Сједињене Америчке Државе (4) |

## Карактеристике стаза
| Датум : 17. фебруар 2006. Локално време 1. вожња 17,00 , 2. вожња 19,30 Стаза: „Ђовани А. Ањели“ Старт: 2.170 м, Циљ: 2.030 м Висинска разлика: 140 м Дужина стазе: м Стаза за 1. вожњу:Матијас Бертолд, Немачка, 49 капија Стаза за 2. вожњу:Петр Захробски, Чешка, 48 капија Температура : старт °С циљ °С | Датум : 18. фебруар 2006. Локално време : 15,30 Стаза: „Кандахар Банчета“ Старт: 2.286 м, Циљ: 1.738 м Висинска разлика: 548 м Дужина стазе:2.331 м Стазу поставио:Јан Тишхаусер, Швајцарска, 32 капије Температура : старт °С циљ °С |

## Победнице
| Злато:                   | Сребро:              | Бронза:             |
| Јаница Костелић Хрватска | Марлис Шилд Аустрија | Анја Персон Шведска |

|  |  |  |

## Резултати
| Плас. | Скијашица                   | Земља                     | Слалом 1         | Слалом 2         | Спуст            | Укупно           | Заостатак        |
| ----- | --------------------------- | ------------------------- | ---------------- | ---------------- | ---------------- | ---------------- | ---------------- |
|       | Јаница Костелић             | Хрватска                  | 38,65            | 43,03            | 1:29,40          | 2:51,08          |                  |
|       | Марлис Шилд                 | Аустрија                  | 38,39            | 42,83            | 1:30,36          | 2:51,58          | +0,50            |
|       | Анја Персон                 | Шведска                   | 38,75            | 43,31            | 1:29,57          | 2:51,63          | +0,55            |
| 4     | Катрин Цетел                | Аустрија                  | 38,77            | 42,98            | 1:30,66          | 2:52,41          | +1,33            |
| 5     | Никол Хосп                  | Аустрија                  | 38,75            | 43,32            | 1:31,14          | 2:53,21          | +2,13            |
| 6     | Михаела Кирхгасер           | Аустрија                  | 38,99            | 43,47            | 1:31.02          | 2:53.48          | +2.40            |
| 7     | Мартина Ертл-Ренц           | Немачка                   | 39,28            | 43,92            | 1:31,08          | 2:54,28          | +3,20            |
| 8     | Јесика Линдел Викарби       | Шведска                   | 40,04            | 44,96            | 1:30,19          | 2:55,19          | +4,11            |
| 9     | Џулија Манкусо              | Сједињене Америчке Државе | 39,79            | 44,81            | 1:30,84          | 2:55,44          | +4,36            |
| 10    | Брижит Актон                | Канада                    | 40,18            | 44,59            | 1:30,98          | 2:55,75          | +4,67            |
| 11    | Реси Стиглер                | Сједињене Америчке Државе | 39,08            | 44,36            | 1:32,35          | 2:55,79          | +4,71            |
| 12    | Јанете Харгин               | Шведска                   | 40,06            | 44,78            | 1:31,29          | 2:56,13          | +5,05            |
| 13    | Емили Брајдон               | Канада                    | 40,94            | 45,65            | 1:29,92          | 2:56,51          | +5,43            |
| 14    | Нике Бент                   | Шведска                   | 40,66            | 45,83            | 1:30,13          | 2:56,62          | +5,54            |
| 15    | Вероника Зузулова           | Словачка                  | 39,68            | 43,67            | 1:33,28          | 2:56,63          | +5,55            |
| 16    | Моника Бергман-Шмудерер     | Немачка                   | 40,37            | 43,89            | 1:32,54          | 2:56,80          | +5,72            |
| 17    | Kaylin Richardson           | Сједињене Америчке Државе | 40.45            | 44.55            | 1:31.83          | 2:56.83          | +5.75            |
| 18    | Мари Маршан-Арвје           | Француска                 | 41,04            | 44,62            | 1:31,45          | 2:57,11          | +6,03            |
| 19    | Шарка Захробска             | Чешка                     | 40,26            | 44,50            | 1:32,38          | 2:57,14          | +6,06            |
| 20    | Нађа Фанкини                | Италија                   | 40,90            | 46,21            | 1:30,04          | 2:57,15          | +6,07            |
| 21    | Петра Робник                | Словенија                 | 40,54            | 44,84            | 1:32,02          | 2:57,40          | +6,32            |
| 22    | Луција Хрсткова             | Чешка                     | 40,96            | 46,19            | 1:32,42          | 2:59,57          | +8,49            |
| 23    | Соња Мацулова               | Словачка                  | 40,53            | 45,63            | 1:34,09          | 3:00,25          | +9,17            |
| 24    | Петра Закуржилова           | Чешка                     | 40,46            | 45,72            | 1:34,59          | 3:00,77          | +9,69            |
| 25    | Каролина Руиз Кастиљо       | Шпанија                   | 41,74            | 46,47            | 1:32,72          | 3:00,93          | +9,85            |
| 26    | Макарена Симари Биркнер     | Аргентина                 | 40,99            | 45,95            | 1:35,72          | 3:02,66          | +11,58           |
| 27    | Венди Сјорпес               | Италија                   | 42.66            | 48.48            | 1:31.71          | 3:02.85          | +11.77           |
| 28    | Дагни Кристјандотир         | Исланд                    | 44,23            | 48,37            | 1:31,65          | 3:04,25          | +13,17           |
| 29    | Марија Белен Симари Биркнер | Аргентина                 | 41,55            | 47,08            | 1:36,72          | 3:05,35          | +14,27           |
| 30    | Ноел Бараона                | Чиле                      | 47,62            | 56,39            | 1:42,61          | 3:26,62          | +35,54           |
|       | Френци Ауфденблатен         | Швајцарска                | 41.22            | 47.23            | Није стартовала  | Није стартовала  | Није стартовала  |
|       | Ника Флајс                  | Хрватска                  | 40.29            | 45.00            | Није стартовала  | Није стартовала  | Није стартовала  |
|       | Линдси Килдоу               | Сједињене Америчке Државе | 39,86            | Није завршила    | Није завршила    | Није завршила    | Није завршила    |
|       | Уршка Рабић                 | Словенија                 | 40,61            | Није завршила    | Није завршила    | Није завршила    | Није завршила    |
|       | Данијела Меригети           | Италија                   | 41,41            | Дисквалификована | Дисквалификована | Дисквалификована | Дисквалификована |
|       | Андреа Касановас            | Шпанија                   | Није стартовала  | Није стартовала  | Није стартовала  | Није стартовала  | Није стартовала  |
|       | Миријам Васкез              | Аргентина                 | Није стартовала  | Није стартовала  | Није стартовала  | Није стартовала  | Није стартовала  |
|       | Anne-Sophie Barthet         | Француска                 | Није завршила    | Није завршила    | Није завршила    | Није завршила    | Није завршила    |
|       | Јелена Лоловић              | Србија и Црна Гора        | Није завршила    | Није завршила    | Није завршила    | Није завршила    | Није завршила    |
|       | Шона Рубенс                 | Канада                    | Није завршила    | Није завршила    | Није завршила    | Није завршила    | Није завршила    |
|       | Ева Хучкова                 | Словачка                  | Није завршила    | Није завршила    | Није завршила    | Није завршила    | Није завршила    |
|       | Јана Гантнерова             | Словачка                  | Није завршила    | Није завршила    | Није завршила    | Није завршила    | Није завршила    |
|       | Александра Колети           | Монако                    | Није завршила    | Није завршила    | Није завршила    | Није завршила    | Није завршила    |
|       | Ширин Нјејм                 | Либан                     | Није завршила    | Није завршила    | Није завршила    | Није завршила    | Није завршила    |
|       | Чеми Алкот                  | Уједињено Краљевство      | Дисквалификована | Дисквалификована | Дисквалификована | Дисквалификована | Дисквалификована |